# .tk
.tk e интернет домейн от първо ниво за Токелау. Администрира се от Dot TK. Представен е през 1997 година.